# رينيه لينيك
رينيه لينيك (بالفرنسية: René-Théophile-Hyacinthe Laennec)‏ (17 فبراير 1781 - 13 أغسطس 1826) هو طبيب فرنسي عاش خلال نهاية القرن السابع عشر ومطلع القرن الثامن عشر، وهو مخترع السماعات الطبيّة.

## اختراع السماعة الطبية
ولد في باريس عام 1781 وتوفي في عام 1826 بعد أن أسدى للبشرية اختراع لا غنى عنه. حيث استُدعى الدكتور «رينيه لاينك» في عام 1816 لفحص فتاة من مرض في قلبها. وأبت الفتاة أن تسمح للطبيب بوضع أذنه على صدرها كما جرت العادة في ذلك الحين. وتصادف أن وجد بجوارها صحيفة فلفها على شكل أسطوانة، ووضع طرفاً منها على صدرها والطرف الآخر على أذنه، فدهش حين سمع دقات القلب بوضوح، وما أن فرغ من فحصها حتى كانت قد اختمرت في رأسه فكرة (السماعة) التي يستعملها الأطباء اليوم في مختلف أنحاء العالم.
قد كان موقف تلك المريضة هو من هدى تفكير الدكتور الفرنسي «رينيه لاينك» إلى ابتكار السماعة الطبية حيث تطورت من الأنبوبة الورقية الملفوفة على نفسها إلى أسطوانة وخشبية طولها قدم ولها أذينة مستدقة الطرف.
وبعد التطور ومراحل التفكير الطويلة تبلور الابتكار لتصبح السماعة على هيئتها الحالية وهي عبارة عن أذنيتين مناسبتين للأذان تتصلان بواسطة أنابيب مرنة من المطاط بصدر جهاز رصد، يعمل على تكبير ونقل أصوات القلب والرئتين. وللراصد الصدري جانبان عادة، أحدهما جرس قليل العمق ذو إطار مطاطي يلتقط النغمات منخفضة التردد، وعلى الجانب الآخر غشاء يشبه الطبق يعزل الأصوات عالية التردد.

## الآراء الدينية
لينيك «كان مسيحيًا متدينُا بشكل كبير وبقي كاثوليكيًا ورعًا طوال حياته». وقد لوحظ عنه بأنه رجل لطيف ومحب للفقراء.

## روابط خارجية
- رينيه لينيك على موقع الموسوعة البريطانية (الإنجليزية)
- رينيه لينيك على موقع الموسوعة البريطانية (الإنجليزية)
- رينيه لينيك على موقع إن إن دي بي (الإنجليزية)